# Joseph Amedokpo
Joseph Amedokpo (geb. 1946 in Vogan, Togo) ist ein westafrikanischer Maler. Er lebte viele Jahre in Lagos in Nigeria.

## Biographie
Amedokpo wurde 1946 in Togo geboren und zog im Alter von acht Jahren nach Lagos, Nigeria, wo er seine Schul- und Kunstausbildung erhielt und ein Stipendium für das Yaba Trade Center bekam, wo er von 1966 bis 1968 Bildende Kunst studierte.
Amedokpo malt mit lokal verfügbaren Ölfarben. Seine Leinwände bestehen aus recycelten, gewaschenen und gespannten Mehlsäcken. Sein Atelier befindet sich auf dem Anwesen seiner Familie.
Im November 2008 wurde Amedokpo als einer von vier Künstlern für Dells Product-RED-Initiative im Rahmen des weltweiten Kampfes gegen AIDS ausgewählt. Zu den weiteren ausgewählten Künstlern gehören Siobhan Gunning, Bruce Mau und Mike Ming.